# 西村昭孝
西村 昭孝（にしむら あきよし、1932年1月16日 - ）は、日本の実業家。日拓グループ創業者。過去にはプロ野球チーム・日拓ホームフライヤーズ（現・北海道日本ハムファイターズ）のオーナー兼球団社長などを務めた。同グループ社長の西村拓郎は三男、副社長の西村道夫は四男。神田うのは義娘（拓郎の妻）。

## 経歴・人物
新潟県出身（台北市生まれ）。旧姓：傳（でん）。1950年に台北州立台北商業学校を卒業し、1952年に東京都警察学校を卒業。国家地方警察での勤務を経て、1965年10月に日拓観光社長に就任。1967年10月に日拓建設、1969年6月には日拓開発の各社長に就任。
1973年1月に東映から東映フライヤーズを買収し、日拓ホームフライヤーズのオーナー兼球団社長を務めたが、同年11月に球団を日本ハムに譲渡。
2003年、日拓グループ代表取締役会長に就任。